# أروندكنار
القصبة أو أروندكنار مدینة إيرانیة تتبع مدينة عبادان في محافظة خوزستان (عربستان) جنوب غرب إيران. تقع المدينة على بعد خمسين كيلومترا إلى الجنوب من عبادان. تمتلك هذه المدينة احتياطيات نفطية وميناءا مع رصيف ومعدات تحميل وتفريغ السفن.
یقع ميناء القصبة علی نهایة جزيرة عبدان علی ضفة شط العرب. قبل ميناء القصبة یقع ميناء خصروآباد .
تقع القصبة علی بعد 52 كم جنوب عبادان وعلى بعد 300 متر من الأراضي العراقية. من العشائر التي تقيم في المدينة عشیرة النصار والفاضليون والتنکسیریون والبحارنة والهاشمیون والسلطانیون والتابع الحجة. تنقسم المدینه الی جزئین جزء شمالي (قصبة النصار) وجزء جنوبي (قصبة المعمرة). هناك العديد من المساجد والحسینیات في المدينة من أهما حسینیة المیرزاء وحسینیة أم البنین وحسينية العطاشة ومسجد أمیر المومنین.

## خلال الحرب الإيرانية العراقية
خلال الحرب العراقية الإيرانية حدثت عملية الفجر 8 في مدینة القصبة لاسترجاع المدينة من الجيش العراقي.
ميناء القصبة أكبر ميناء للصيد في إيران، ودخل الخدمة في عام 2009. رصيف الميناء بطول 116 مترا. طول رصيف الخدمة 32 مترا وأكثر من 600 مترا درج رسو السفن. الطاقة الاستيعابية للميناء تسمح برسو أكثر من 160 قاربا کبیرا و330 قارب صيد آلي صغیر.
تتبع للمدينة ثلاث مناطق ریفیة هي معمرة ومنیوحی ونصار. بالإضافة إلى مهنة صید السمك یعمل القصباویون في الزراعة وأهم منتجاتهم هي التمور والخضروات والفواكه. تصل درجة الحرارة في المنطقة إلى أکثر من 50 درجة مئوية في الصيف.
يبلغ عدد سكانها 9,761 حسب إحصاء عام 2006م.